# Lista de bairros de Foz do Iguaçu

Localização de Foz do Iguaçu no estado do Paraná.

Segundo a lei municipal nº 303/2018, o município de Foz do Iguaçu possui 37 bairros, divididos em 12 grandes regiões . Antes desta data, a cidade tinha 290 bairros divididos entre minibairros e loteamentos. A justificativa para a redução no número de bairros, foi o grande número de loteamentos na cidade e que esta situação causava transtornos administrativos para o poder público e para os cidadãos, como cadastros da prefeitura, dos Correios, da Junta Comercial e da Receita Federal. A mudança do nome dos bairros também foi definida com base em questões geográficas como a proximidade entre loteamentos, os limites naturais entre as regiões e a maneira como os moradores se referem a cada região. 
Região do Três Lagoas (Região 1)
1. Bairro Alvorada
2. Bairro Náutica
3. Bairro Três Lagoas

Região da Vila C (Região 2)
1. Bairro Cidade Nova
2. Bairro Itaipu Binacional
3. Bairro Itaipu “C”
4. Bairro Pólo Universitário
5. Bairro Porto Belo

Região do São Francisco (Região 3)
1. Bairro Morumbi
2. Bairro Portal Da Foz

Região do Porto Meira (Região 4)
1. Bairro Bourbon
2. Bairro Porto Meira
3. Bairro Três Fronteiras

Região do Jardim São Paulo (Região 5)
1. Bairro Panorama
2. Bairro São Roque

Região da Vila Portes e Jardim América (Região 6)
1. Bairro América
2. Bairro Monjolo
3. Bairro Portes

Região do Parque Imperatriz (Região 7)
1. Bairro Lancaster
2. Bairro Três Bandeiras

Região da KLP (Região 8)
1. Bairro Itaipu A
2. Bairro Itaipu B
3. Bairro KLP
4. Bairro Ipê

Região do Centro (Região 9)
1. Centro
2. Bairro Maracanã
3. Bairro Yolanda

Região do Campos do Iguaçu (Região 10)
1. Bairro Polo Centro
2. Bairro Centro Cívico
3. Bairro Campos do Iguaçu

Região do Carimã (Região 11)
1. Bairro Carimã
2. Bairro Mata Verde

Região Mista-Leste (Região 12)
1. Bairro Cataratas
2. Bairro Cognópolis
3. Bairro Lote Grande
4. Bairro Remanso
5. Bairro Parque Nacional